# Attamyces
Attamyces es un género de hongos en la familia Agaricaceae. Es un género monotípico, que solo contiene la especie Attamyces bromatificus. El hongo fue descubierto en un nido de Atta insularis una especie de hormiga cultivadora de hongos en Cuba. La especie y el género fueron descritos por el micólogo alemán Hanns Kreisel en 1972. El nombre específico bromatificus hace referencia a  bromatia, que son los extremos hinchados de las hifas que las hormigas utilizan como alimento.